# 林邁可
林邁可（1971年7月2日—），台灣流行音樂的作曲、編曲與唱片製作人。
林邁可是瑞典和韓國的混血兒，出生於美國洛杉磯，東西合璧的成長背景，讓他在東西方音樂的結合上頗有成績。他是周杰倫的御用编曲人，并负责一线歌手如蔡依林等人的编曲和策划。

## 演唱
- 演唱功力優異，曾與溫嵐合唱《動心》
- 曾於周杰倫的歌曲《四面楚歌》中，用韓文來唱RAP。
- 曾與HitFM聯播網Dj Dennis、林邁可其弟David成立強力重拍

## 作曲
飛輪海
- 太熱
- 新窩
- 愛到
- 新生

杜德偉
- 《愛情是個大麻煩》
- 《還有一個我》
- 《熱情回來》

強力重拍
- 《愛的存在》
- 《Feel Me》

芮恩
- 《不在場證明》
- 《你管我》
- 《是誰》
- 《天亮當朋友》

溫嵐
- 《Can U Feel It》
- 《L.A.N.D.Y》
- 《仰望天空》
- 《藍色雨》
- 《不吵不鬧》
- 《冰河》
- 《你活該》
- 《人來瘋》
- 《主動》
- 《愛到底》
- 《慵懶》
- 《女力》
- 《滿月》

王威登·Lara
- 《Say U Love Me》

蔡詩蕓
- 《有你很快樂》
- 《對不起現在收不到訊號》
- 《女兒紅》
- 《愛人居住的城市》

蔡依林
- 《台灣的心跳聲》

楊宗緯
- 《鴿子》

古巨基
- 《我們的彩虹》

丁噹
- 《蘋果光》
- 《猜不透》
- 《親人》
- 《不是你的錯》
- 《我沒那麼愛你》

唐禹哲
- 《最愛還是你》
- 《冬季戀曲》

世界博覽會
- 《台灣的心跳聲》

吳奇隆
- 《狼牙色大地》

劉德華
- 《一》

孫耀威
- 《最愛時放手》

## 製作
楊宗緯
- 《鴿子》

蔡依林
- 《日不落》《非賣品》特務J 專輯
- 《大藝術家》《Dr. Jolin》《迷幻》《十三號星期舞》《Beast》《柵欄間隙偷窺你》《彩色照片》《有人》Muse 專輯

劉德華
- 《一》一隻牛的異想世界 專輯

蕭亞軒
- 《鑽石糖》鑽石糖 專輯

謝安琪
- 《我們都被忘了》《眼淚的名字》《兩雙（Featuring 吉克隽逸）》謝－安琪 專輯

## 編曲
飛輪海
- 《太熱》
- 《新窩》
- 《愛到》
- 《新生》

周杰倫
- 《愛在西元前》《簡單愛》《忍者》《上海 一九四三》范特西 專輯
- 《半獸人》《半島鐵盒》《暗號》《火車叨位去》《爺爺泡的茶》《回到過去》《米蘭的小鐵匠》八度空間 專輯
- 《東風破》《妳聽得到》葉惠美 專輯
- 《夜曲》《髮如雪》《黑色毛衣》《飄移》11月的蕭邦 專輯
- 《聽媽媽的話》《千里之外》《本草綱目》《退後》《紅模仿》依然范特西 專輯
- 《黃金甲》黃金甲 EP
- 《不能說的秘密》不能說的秘密 電影原聲帶
- 《彩虹》《蒲公英的約定》《我不配》《扯》《甜甜的》我很忙 專輯
- 《給我一首歌的時間》魔杰座 專輯
- 《嘻哈空姐》《超人不會飛》跨時代 專輯
- 《驚嘆號》《迷魂曲》《Mine Mine》《療傷燒肉粽》《世界未末日》《皮影戲》《超跑女神》驚嘆號 專輯
- 《手语》《梦想启动》《乌克丽丽》十二新作 专辑
- 《阳明山》《怎么了》《美人鱼》哎哟，不错哦 专辑
- 《告白气球》周杰伦的床边故事 专辑

溫嵐
- 《Can U Feel It》《北斗星》《L.A.N.D.Y》《動心》《眼淚知道》有點野 專輯
- 《藍色雨》《發燙》《走》《冰河》藍色雨 專輯
- 《人來瘋》《祝我生日快樂》《主動》《夏天的風》《愛到底》《慵懶》溫式效應 專輯
- 《女力》《滿月》愛回溫 新歌+精選

張韶涵
- 《講不聽》《Honesty》有形的翅膀 專輯
- 《愛沒有錯》《愛旅行的人》《刺情》《活在此刻》ANGELA ZHANG 專輯

劉德華
- 《一》一隻牛的意想世界 專輯

劉畊宏
- 《彩虹天堂》《因為有你》彩虹天堂 專輯

周渝民
- 《我不是F4》《他是誰》《Missing You》我不是F4 專輯

B.A.D
- 《遠方朋友》夢的起點 專輯

S.H.E
- 《不作你的朋友》不想長大 專輯

王威登·Lara
- 《Say U Love Me》惡作劇之吻 電視原聲帶

方雅賢
- 《遇到》惡作劇之吻 電視原聲帶

梁詠琪
- 《搬家》給自己的情歌 專輯

蔡依林
- 《日不落》《非賣品》特務J 專輯
- 《大藝術家》《Dr. Jolin》《迷幻》《十三號星期舞》《Beast》Muse 專輯

羅志祥
- 《完美型男》《透視》SPESHOW 專輯

李玟
- 《刀馬旦》Promise 專輯

容祖兒
- 《飆汗》《別說愛我》JUMP 9492 專輯
- 《小小》小小 專輯

黃俊郎
- 《女孩別為我哭泣》不能說的秘密 電影原聲帶

江語晨
- 《晴天娃娃》不能說的秘密 電影原聲帶

芮恩
- 《白色羽毛》《不在場證明》《你管我》《是誰》《天亮當朋友》芮恩 同名專輯

飛輪海
- 《夏雪》《愛到》飛輪海 首張專輯
- 《新窩》《為你存在》雙面飛輪海 專輯

唐禹哲
- 《最愛還是你》《冬季戀曲》唐禹哲 愛我首張專輯

品冠
- 《漂流》《半生熟》那些女孩教我的事 專輯

古巨基
- 《小甜蜜》《我們的彩虹》我還是你的 情歌王 專輯

丁噹
- 《幸運草》《閃光燈》《猜不透》《蘋果光》我愛上的 專輯
- 《親人》 夜貓 專輯

任賢齊
- 《氣球》《再一次好嗎》齊待 專輯

蕭亞軒
- 《鑽石糖》鑽石糖 專輯

謝安琪
- 《我們都被忘了》《眼淚的名字》《兩雙（Featuring 吉克隽逸）》謝－安琪 專輯

孫盛希
- 《恆溫》GIRLS 專輯

王俊凱
- 《數讀》

袁耀發
- 《抽煙》袁耀發同名EP

## 外部連結
- 國語金牌製作人側寫系列之4- 林邁可 （页面存档备份，存于）